# Kaved Kavod
Kaved Kavod é o terceiro álbum de estúdio do cantor Déio Tambasco, sendo o seu quarto trabalho musical em carreira solo. O disco foi produzido, arranjado, mixado e masterizado pelo próprio músico, gravado em seu estúdio pessoal e no estúdio 12, em São Paulo. Considerado o trabalho mais pop do cantor, as letras do disco possuem uma temática mais verticalizada e religiosa. Foi lançado gratuitamente para download, através das redes sociais de Déio.

## Faixas
1. "Shema Israel"
2. "Hino de Amor"
3. "Saudade"
4. "Te Adorarei"
5. "Lech Lecha"
6. "Vem Espirito"
7. "Yeshua"
8. "Minha Razão"
9. "Salmos 133"
10. "Um Lugar"